# Grotte di Waitomo
Le grotte di Waitomo (Waitomo Caves o Glowworm Caves in inglese) sono un enorme complesso di grotte calcaree visitabili. Sono situate nell'Isola del Nord della Nuova Zelanda. 
Esse si sono formate circa 30 milioni di anni fa per effetto dell'erosione carsica. La maggior parte delle caverne è abitata dalla larva di un insetto noto come glow-worm (Arachnocampa luminosa), lumescente come la lucciola. Milioni di queste piccole creature irradiano con la loro luce bioluminescente le caverne di Waitomo, creando uno spettacolo peculiare, simile ad un cielo stellato.

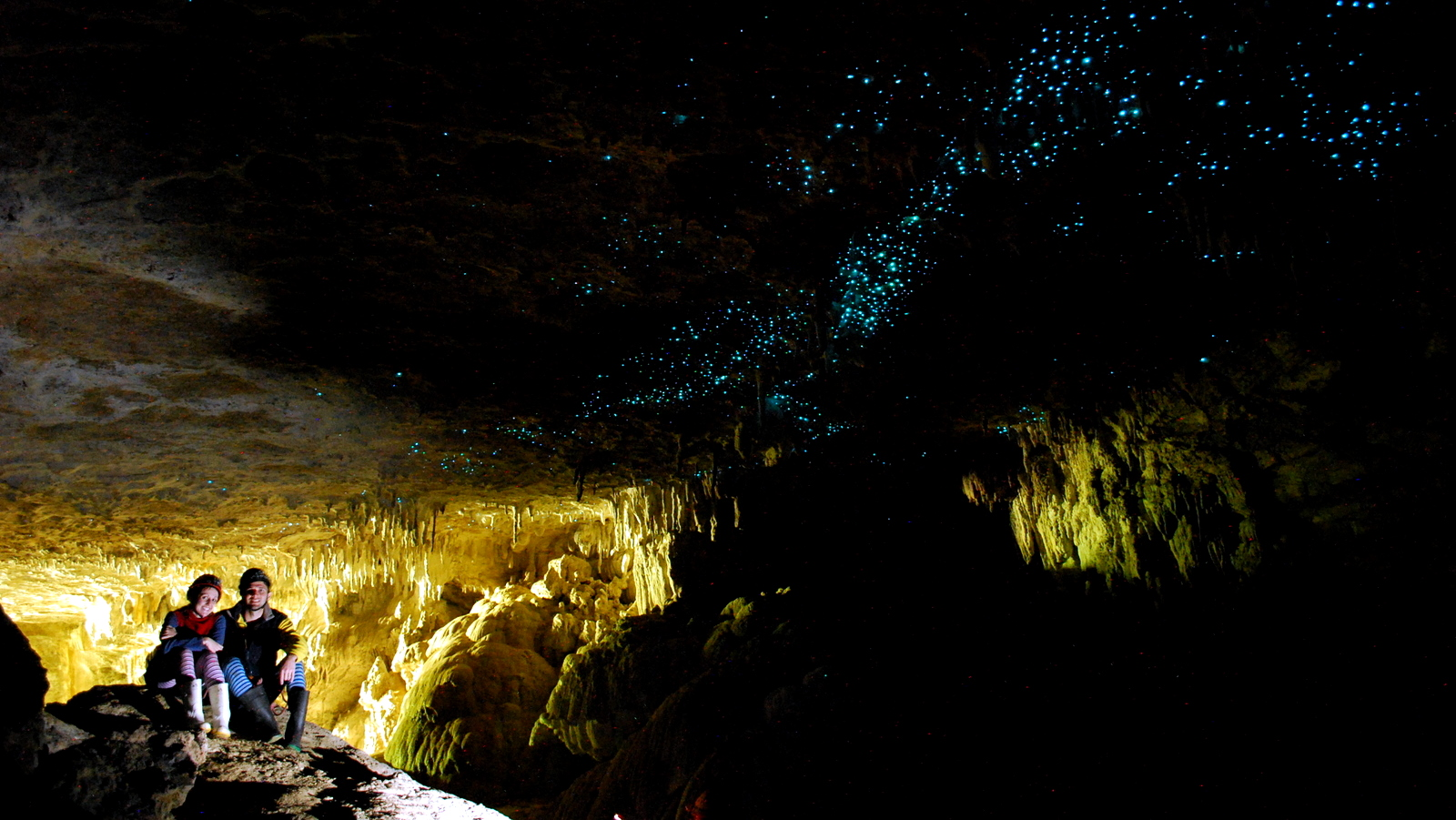
Glow worm nelle grotte di Waitomo

## Nella cultura di massa
Le Waitomo Caves sono un livello del videogioco The NewZealand Story.
Waitomo Caves è il titolo di un brano dell'album del 2013 Jazz-Iz-Christ del complesso musicale statunitense omonimo.
Le grotte di Waitomo sono state toccate nell'11º episodio della seconda edizione del reality show statunitense The Amazing Race.